# Eurydiopsis glabrostylus
Eurydiopsis glabrostylus är en tvåvingeart som beskrevs av Feijen 1999. Eurydiopsis glabrostylus ingår i släktet Eurydiopsis och familjen Diopsidae. Inga underarter finns listade i Catalogue of Life.